# Gerhard Rodax
Gerhard Rodax (Tattendorf, 1965. augusztus 29. – Traiskirchen, 2022. november 17.) válogatott osztrák labdarúgó, csatár.

## Pályafutása

### Klubcsapatban
1983 és 1990 között az Admira Wacker labdarúgója volt. Az 1989–90-es idényben a bajnokság gólkirálya volt 35 góllal. 1990–91-ben a spanyol Atlético Madrid csapatában szerepelt. 1992–93-ban a Rapid Wien, 1995–96-ban az Admira Wacker Mödling játékosa volt.

### A válogatottban
1985 és 1991 között 20 alkalommal szerepelt az osztrák válogatottban és három gólt szerzett. Tagja volt az 1990-es olaszországi világbajnokságon részt vevő csapatnak.

### Halála
Rodax halála előtt már egy ideje súlyos beteg volt. 2022. november 16-án, 57 éves korában öngyilkos lett, egy vonat elé ugrott Traiskirchen mellett. Felesége és két lánya maradt utána.

## Sikerei, díjai
Admira Wacker
- Osztrák bajnokság
  - gólkirály: 1989–90 (35 gól)

 Atlético de Madrid
- Spanyol kupa
  - győztes (2): 1991, 1992